# 轉法輪奏
轉法輪奏（日语：／ Tenpōrin Susumu，1929年9月14日—1998年10月3日）是一名日本企業家，曾擔任大阪商船三井船舶（現為商船三井）社長，出生於三重縣四日市市。

## 生平
1952年畢業於東京大學經濟學部，同年進入大阪商船工作。1981年擔任董事，1984年升任常務董事，1985年晉升為專務董事，1987年成為副社長，1989年升任社長。1994年6月出任董事會會長，1998年成為公司顧問。在擔任社長期間，因日圓升值引發的海運危機，推動了大規模的結構調整。此外，自1995年4月起，他還擔任經濟同友會副代表幹事。
1992年4月，獲頒藍綬褒章。
1998年10月3日，因特發性間質性肺炎去世，享年69歲。